# Grigorij Zwieriew
Grigorij Aleksandrowicz Zwieriew (ros. Григорий Александрович Зверев; ur. 2 marca?/15 marca 1900 w Ałczewsku, zm. 1 sierpnia 1946 w Moskwie) – pułkownik Armii Czerwonej, kolaborant, dowódca 2 Dywizji Piechoty Sił Zbrojnych KONR pod koniec II wojny światowej.

## Życiorys
Ukończył szkołę 2-klasową. W 1919 wstąpił do armii bolszewickiej. Brał udział w wojnie domowej z białymi. W 1922 przeszedł kursy piechoty, a w 1924 ukończył szkołę piechoty. Od 1926 dowodził kompanią 224 pułku strzeleckiego. W 1930 przeszedł wyższe kursy strzeleckie. W latach 1931–1933 był szefem oddziału w sztabie jednego z rejonów wojskowych, a następnie szefem sztabu 224 pułku strzeleckiego. W 1936 objął dowodzenie 289 pułku strzeleckiego. W 1937 został szefem sztabu 19 pułku strzeleckiego. Na fali czystki w korpusie oficerskim w 1938 został aresztowany przez NKWD, ale wypuszczono go na wolność. W latach 1939–1940 uczestniczył w wojnie sowiecko-fińskiej jako dowódca jednej z dywizji strzeleckich. Po jej zakończeniu ukończył Akademię Wojskową im. M. Frunzego, po czym został dowódcą piechoty dywizyjnej 146 Dywizji Strzeleckiej w stopniu pułkownika. Od wiosny 1941 r. dowodził 190 Dywizją Strzelecką, która po najeździe wojsk niemieckich na ZSRR 22 czerwca, walczyła na froncie południowo-zachodnim.
W sierpniu 1941 Zwieriew został ranny i dostał się do niewoli niemieckiej. Został osadzony w obozach dla jeńców wojennych na Ukrainie. Udało mu się zbiec i przedostać na stronę sowiecką, gdzie na pewien czas został aresztowany przez NKWD. W styczniu 1942 wyszedł na wolność, po czym objął dowodzenie 8 Dywizji Strzeleckiej, a następnie 323 Brygady Strzeleckiej. Jesienią tego roku został zastępcą dowódcy 127 Dywizji Strzeleckiej, a w marcu 1943 – dowódcą 350 Dywizji Strzeleckiej i jednocześnie komendantem wojskowym Charkowa. 22 marca tego roku, przy próbie wydostania się z okrążenia, został ciężko ranny i ponownie dostał się do niewoli niemieckiej. Osadzony w obozie jenieckim w Dniepropietrowsku, w czerwcu przystąpił do rosyjskiego ruchu antykomunistycznego generała Andrieja Własowa. Następnie służył w szkole propagandowej ROA w Dabendorfie, przeprowadzając inspekcje w obozach dla jeńców wojennych z Armii Czerwonej. Jesienią 1944 wstąpił do Komitetu Wyzwolenia Narodów Rosji (KONR). 21 lutego 1945 został dowódcą 2 Dywizji Piechoty Sił Zbrojnych KONR, formowanej i szkolonej od marca na poligonie w Heubergu. Próbował bezskutecznie przejść z nią na tereny zajmowane przez wojska amerykańskie. 10 maja został schwytany przez patrol sowiecki, po czym chciał popełnić samobójstwo, ale został jedynie ciężko ranny.
Na moskiewskim procesie dowódców ROA został skazany na karę śmierci, wykonaną przez powieszenie 1 sierpnia 1946.